# لورنس شیلر
لورنس شیلر (انگلیسی: Lawrence Schiller؛ زادهٔ ۲۸ دسامبر ۱۹۳۶) یک کارگردان، روزنامه‌نگار، تهیه‌کننده و فیلم‌نامه‌نویس اهل ایالات متحده آمریکا است. فیلم او مردی که اسکی‌کنان از اورست پایین آمد در سال ۱۹۷۵ برنده جایزه اسکار بهترین فیلم مستند شده است.